# Pekania
Pekania — рід хижих ссавців, що містить єдиний живий вид — Pekania pennanti, якого раніше вважали належним до роду Martes.

## Види
Рід Pekania
Вид Pekania pennanti
Вид †Pekania diluviana
Вид †Pekania occulta
Вид †Pekania palaeosinensis